# Pseudosasa
Genre
Pseudosasa est un genre de plantes monocotylédones de la famille des Poaceae, sous-famille des Bambusoideae.
Ce genre regroupe une vingtaine d'espèces de bambous originaires d'Asie orientale.

## Liste d'espèces
Selon World Checklist of Selected Plant Families (WCSP) (20 juin 2017) :
- Pseudosasa aeria T.H.Wen, Bull. Bot. Res. (1983)
- Pseudosasa amabilis (McClure) Keng f. (1957)
- Pseudosasa brevivaginata G.H.Lai (2001)
- Pseudosasa cantorii (Munro) Keng f. (1957)
- Pseudosasa gracilis S.L.Chen & G.Y.Sheng (1983)
- Pseudosasa hindsii (Munro) S.L.Chen & G.Y.Sheng ex T.G.Liang (1987)
- Pseudosasa humilis (Mitford) T.Q.Nguyen (1991)
- Pseudosasa japonica (Siebold & Zucc. ex Steud.) Makino ex Nakai (1925)
- Pseudosasa jiangleensis N.X.Zhao & N.H.Xia (1994)
- Pseudosasa longiligula T.H.Wen (1982)
- Pseudosasa maculifera J.L.Lu (1981)
- Pseudosasa nabeshimana (Koidz.) Koidz. (1934)
- Pseudosasa orthotropa S.L.Chen & T.H.Wen (1982)
- Pseudosasa owatarii (Makino) Makino ex Nakai (1925)
- Pseudosasa pubiflora (Keng) Keng f. ex D.Z.Li & L.M.Gao (2006)
- Pseudosasa subsolida S.L.Chen & G.Y.Sheng (1983)
- Pseudosasa viridula S.L.Chen & G.Y.Sheng, Bull. Bot. Res. (1991)
- Pseudosasa wuyiensis S.L.Chen & G.Y.Sheng, Bull. Bot. Res. (1991)
- Pseudosasa xishuangbannaensis D.Z.Li, Y.X.Zhang & Triplett (2013)
- Pseudosasa zhongyanensis S.H.Chen, K.F.Huang & H.Z.Guo, Bull. Bot. Res. (2012)